# Ma Shi Chau
Ma Shi Chau is een Hongkongs eiland in de Tolo Haven/吐露港 en valt onder het bestuur van het district Tai Po. Dat gebied ligt in het noordoosten van New Territories. Het eiland is verbonden met Yim Tin Tsai, een smalle strook land die bereikbaar is bij laagwater. De naam betekent letterlijk paardenpoepeiland en klinkt daarom komisch in sommige oren. Enkele inwoners van Hongkong denken zelfs dat dit eiland niet bestaat, vanwege die rare naam.